# Église Saint-Cirgues d'Andelat
L'église Saint-Cirgues est une église catholique située à Andelat, en France.

## Historique
L'église existait en 1229. L'édifice est classé au titre des monuments historiques en 1969.

## Galerie de photos
|                        |
| Autre vue de l'église. |

|                        |
| Autre vue de l'église. |

|                        |
| Croix devant l'église. |